# Плетениха (Костромская область)
Плетениха — деревня в Нерехтском районе Костромской области. Входит в состав Ёмсненского сельского поселения.

## География
Находится в юго-западной части Костромской области на расстоянии приблизительно 12 км на юг-юго-восток по прямой от районного центра города Нерехта.

## История
Известна с 1872 года, когда здесь было учтено 30 дворов, в 1907 году отмечено было 36 дворов.

## Население
Постоянное население составляло 163 человека (1872 год), 158 (1897), 245 (1907), 0 как в 2002 году, так и в 2022.